# Hondskopboa's
Hondskopboa's (Corallus) zijn een geslacht van slangen uit de familie reuzenslangen (Boidae).

## Naam en indeling
De wetenschappelijke naam van de groep werd voor het eerst voorgesteld door François Marie Daudin in 1803. De slangen werden eerder aan andere geslachten toegekend, zoals Xiphosoma, Boa en Xenoboa. Er zijn tegenwoordig negen soorten, maar het soortenaantal is door de jaren heen steeds veranderd. Een voorbeeld is de soort Corallus blombergi, die lange tijd werd beschouwd als een ondersoort van Corallus annulatus. Tegenwoordig wordt Corallus blombergi echter als een aparte soort beschouwd.
De verschillende soorten hebben een opvallend brede en platte kop in vergelijking met andere groepen van slangen. De bekendste soort is de groene hondskopboa (Corallus caninus), die in grote aantallen als exotisch huisdier wordt gehouden.

## Verspreiding en habitat
De soorten komen voor in tropische regenwouden in het zuiden van Midden-Amerika en grote delen van noordelijk Zuid-Amerika. De slangen leven in de landen Nicaragua, Grenada, Brazilië, Saint Vincent en de Grenadines, Guatemala, Ecuador, Costa Rica, Panama, Colombia, Honduras, Guyana, Suriname, Frans-Guyana, Venezuela, Trinidad en Tobago, en mogelijk in Belize.
De habitat bestaat voornamelijk uit vochtige tropische en subtropische bossen in laaggelegen streken en daarnaast uit drogere bossen en sterk aangetaste bossen. Ook in door de mens aangepaste streken zoals landelijke tuinen kunnen de dieren worden aangetroffen.

## Beschermingsstatus
Door de internationale natuurbeschermingsorganisatie IUCN is aan zeven soorten een beschermingsstatus toegewezen. Vijf soorten worden beschouwd als 'veilig' (Least Concern of LC) en de soorten Corallus cropanii en Corallus blombergi staan te boek als 'bedreigd' (Endangered of EN).

## Soorten
Het geslacht omvat de volgende soorten, met de auteur en het verspreidingsgebied.
| Naam                                  | Auteur                     | Verspreidingsgebied                                                                   |
| ------------------------------------- | -------------------------- | ------------------------------------------------------------------------------------- |
| Corallus annulatus                    | Cope, 1876                 | Nicaragua, Guatemala, Costa Rica, Panama, Colombia, Honduras, mogelijk in Belize      |
| Corallus batesi                       | Gray, 1860                 | Brazilië, Peru, Bolivia, Ecuador, Colombia                                            |
| Corallus blombergi                    | Rendahl & Vestergren, 1941 | Ecuador, Colombia                                                                     |
| Groene hondskopboa (Corallus caninus) | Linnaeus, 1758             | Guyana, Suriname, Frans-Guyana, Venezuela, Brazilië                                   |
| Corallus cookii                       | Gray, 1842                 | Saint Vincent en de Grenadines (Saint Vincent)                                        |
| Corallus cropanii                     | Hoge, 1953                 | Brazilië                                                                              |
| Corallus grenadensis                  | Barbour, 1914              | Grenada                                                                               |
| Tuinboa (Corallus hortulana)          | Linnaeus, 1758             | Colombia, Venezuela, Guyana, Suriname, Frans-Guyana, Brazilië, Ecuador, Peru, Bolivia |
| Corallus ruschenbergerii              | Cope, 1876                 | Costa Rica, Panama, Colombia, Venezuela, Trinidad, Tobago                             |